# Copa Verde 2015
Die Copa Verde 2015 war die zweite Austragung der Copa Verde, eines regionalen Fußballpokalwettbewerbs in Brasilien, der vom nationalen Fußballverband CBF organisiert wird. Mit dem Gewinn des Pokals war die Qualifikation für die Copa Sudamericana 2016 verbunden. Das Turnier wurde im KO-Modus mit Hin- und Rückspiel ausgetragen. Es startete am 8. Februar und endete am 7. Mai 2015.

## Teilnehmer
Die 16 Teilnehmer kamen aus den elf Bundesstaaten Acre, Amapá, Amazonas, Distrito Federal do Brasil, Espírito Santo, Mato Grosso, Mato Grosso do Sul, Pará, Rondônia, Roraima und Tocantins hatte. Die Teilnehmer waren:
| Bundesstaat        | Klub                    | Qualifizierung          |
| ------------------ | ----------------------- | ----------------------- |
| Acre               | Rio Branco FC (AC)      | Staatsmeister 2014      |
| Amapá              | Santos FC (AP)          | Staatsmeister 2014      |
| Amazonas           | Nacional FC (AM)        | Staatsmeister 2014      |
| Amazonas           | Princesa do Solimões EC | Vize-Staatsmeister 2014 |
| Distrito Federal   | AA Luziânia             | Staatsmeister 2014      |
| Distrito Federal   | Brasília FC             | Vize-Staatsmeister 2014 |
| Espírito Santo     | Estrela do Norte FC     | Staatsmeister 2014      |
| Mato Grosso        | Cuiabá EC               | Staatsmeister 2014      |
| Mato Grosso        | Luverdense EC           | Vize-Staatsmeister 2014 |
| Mato Grosso do Sul | CE Nova Esperança       | Staatsmeister 2014      |
| Pará               | Clube do Remo           | Staatsmeister 2014      |
| Pará               | Paysandu SC             | Vize-Staatsmeister 2014 |
| Pará               | Independente AC         | 3. Staatsmeister 2014   |
| Rondônia           | Vilhena EC              | Staatsmeister 2014      |
| Roraima            | São Raimundo EC (RR)    | Staatsmeister 2014      |
| Tocantins          | Tocantinópolis EC       | Vize-Staatsmeister 2014 |

## Finalrunde

### Turnierplan
Kursiv gekennzeichnete Klubs hatten das erste Heimspiel, fehlt die Kennzeichnung, hatte der Paarungssieger auch das erste Heimspiel. Die Paarungen wurden am 27. Oktober 2014 ausgelost.

|  | Erste Runde                            | Erste Runde    | Erste Runde | Erste Runde | Erste Runde |  |  | Viertelfinale                          | Viertelfinale | Viertelfinale | Viertelfinale | Viertelfinale |  |             | Halbfinale    | Halbfinale | Halbfinale | Halbfinale | Halbfinale |  |  | Finale | Finale | Finale | Finale | Finale |
|  |                                        |                |             |             |             |  |  |                                        |               |               |               |               |  |             |               |            |            |            |            |  |  |        |        |        |        |        |
|  | Amapá                                  | Santos         | 1           | 0           | 1           |  |  |                                        |               |               |               |               |  |             |               |            |            |            |            |  |  |        |        |        |        |        |
|  | Pará                                   | Paysandu       | 1           | 2           | 3           |  |  | Pará                                   | Paysandu      | 4             | 1             | 5             |  |             |               |            |            |            |            |  |  |        |        |        |        |        |
|  | Rondônia                               | Vilhena        | 0           | 1           | 1           |  |  | Maranhão                               | Nacional      | 1             | 1             | 2             |  |             |               |            |            |            |            |  |  |        |        |        |        |        |
|  | Amazonas (brasilianischer Bundesstaat) | Nacional       | 1           | 1           | 2           |  |  |                                        |               |               |               |               |  | Pará        | Paysandu      | 2          | 0          | 2 (4)      |            |  |  |        |        |        |        |        |
|  | Roraima                                | São Raimundo   | 0           | 0           | 0           |  |  |                                        |               |               |               |               |  | Pará        | Clube do Remo | 0          | 2          | 2 (5)      |            |  |  |        |        |        |        |        |
|  | Amazonas (brasilianischer Bundesstaat) | Princesa       | 2           | 2           | 4           |  |  | Amazonas (brasilianischer Bundesstaat) | Princesa      | 1             | 1             | 2             |  |             |               |            |            |            |            |  |  |        |        |        |        |        |
|  | Pará                                   | Clube do Remo  | 2           | 2           | 4           |  |  | Pará                                   | Clube do Remo | 2             | 2             | 4             |  |             |               |            |            |            |            |  |  |        |        |        |        |        |
|  | Acre (Bundesstaat)                     | Rio Branco     | 0           | 0           | 0           |  |  |                                        |               |               |               |               |  | Pará        | Clube do Remo | 4          | 1          | 5          |            |  |  |        |        |        |        |        |
|  | Tocantins                              | Tocantinópolis | 1           | 2           | 3           |  |  |                                        |               |               |               |               |  | Mato Grosso | Cuiabá        | 1          | 5          | 6          |            |  |  |        |        |        |        |        |
|  | Mato Grosso                            | Luverdense     | 2           | 3           | 5           |  |  | Mato Grosso                            | Luverdense    | 1             | 1             | 2(a)          |  |             |               |            |            |            |            |  |  |        |        |        |        |        |
|  | Pará                                   | Independente   | 2           | 0           | 2           |  |  | Distrito Federal do Brasil             | Brasília      | 0             | 2             | 2             |  |             |               |            |            |            |            |  |  |        |        |        |        |        |
|  | Distrito Federal do Brasil             | Brasília       | 0           | 4           | 4           |  |  |                                        |               |               |               |               |  | Mato Grosso | Luverdense    | 0          | 0          | 0          |            |  |  |        |        |        |        |        |
|  | Espírito Santo                         | Estrela        | 1           | 1           | 2 (4)       |  |  |                                        |               |               |               |               |  | Mato Grosso | Cuiabá        | 1          | 0          | 1          |            |  |  |        |        |        |        |        |
|  | Distrito Federal do Brasil             | Luziânia       | 1           | 1           | 2 (3)       |  |  | Espírito Santo                         | Estrela       | 0             | 1             | 1             |  |             |               |            |            |            |            |  |  |        |        |        |        |        |
|  | Mato Grosso do Sul                     | Esperança      | 0           | 1           | 1           |  |  | Mato Grosso                            | Cuiabá        | 1             | 1             | 2             |  |             |               |            |            |            |            |  |  |        |        |        |        |        |
|  | Mato Grosso                            | Cuiabá         | 1           | 3           | 4           |  |  |                                        |               |               |               |               |  |             |               |            |            |            |            |  |  |        |        |        |        |        |

### Halbfinale
| Datum      |             | Gesamt          |               | Hinspiel  | Rückspiel |
| ---------- | ----------- | --------------- | ------------- | --------- | --------- |
| 4.4./16.4. | Luverdense  | 3:2             | Cuiabá        | 0:1 (0:0) | 0:0       |
| 5.4./18.4. | Paysandu SC | 2:2 (4:5 i. E.) | Clube do Remo | 2:0 (1:0) | 0:2 (0:1) |

### Finale

#### Hinspiel
| Clube do Remo                                             | Clube do Remo | Cuiabá EC | Cuiabá EC |
| --------------------------------------------------------- | --- | --- | --------- |
| Clube do Remo                                             | \| 30. April 2015 in Belém (Pará) (Estádio Olímpico do Pará) \| \| Ergebnis: 4:1 (3:1) \| \| Zuschauer: 34.780 \| \| Schiedsrichter: Alisson Sidnei Furtado ( Tocantins) \| \| Spielbericht \| | \| 30. April 2015 in Belém (Pará) (Estádio Olímpico do Pará) \| \| Ergebnis: 4:1 (3:1) \| \| Zuschauer: 34.780 \| \| Schiedsrichter: Alisson Sidnei Furtado ( Tocantins) \| \| Spielbericht \|                                                                         | Cuiabá EC |
| Clube do Remo                                             | Fabiano – Levy, Max, Igor João, Alex Ruan 65. – Ilaílson, Warian Santos, Ratinho, Eduardo Ramos 75. – Bismark Ferreira 56., Rafael Paty Reserve César Luz, Cleilton Camilo, George Lucas, Yan, Ciro Sena, Jadílson 65., Raphael Andrade, Alberto, Felipe Macena, Fabrício Ramos, Sílvio 56., Valdenir Barretos 75. Cheftrainer: Cacaio | Willian Alves – Gean, Ricardo Braz, Egon, Maninho – Bogé , Felipe Blau, Kaique 75., Raphael Luz – Felipe 22., Nino Guerreiro 46. Reserve André Luis, Grafite 72., Diego Macedo 22., Murilo Ceará 46., Pink, Bruno Mota, Geovani Santos Cheftrainer: Fernando Marchiori | Cuiabá EC |
| Clube do Remo                                             | 1:0 Rafael Paty (21.) 2:1 Ratinho (32.) 2:1 Rafael Paty (43.) 4:1 Warian Santos (87.) | 1:1 Kaique (21.) | Cuiabá EC |
| Clube do Remo                                             | Ilaílson (29.) | Felipe (22.), Felipe Blau (57.) | Cuiabá EC |
| Clube do Remo                                             | Ricardo Braz (20.) | | Cuiabá EC |
| Clube do Remo                                             | Ricardo Braz erhielt die rote Karte für die absichtliche Verhinderung einer Torchance | | Cuiabá EC |
| 30. April 2015 in Belém (Pará) (Estádio Olímpico do Pará) | | |           |
| Ergebnis: 4:1 (3:1)                                       | | |           |
| Zuschauer: 34.780                                         | | |           |
| Schiedsrichter: Alisson Sidnei Furtado ( Tocantins)       | | |           |
| Spielbericht                                              | | |           |

#### Rückspiel
| Cuiabá EC                                                              | Cuiabá EC | Clube do Remo | Clube do Remo |
| ---------------------------------------------------------------------- | --- | --- | ------------- |
| Cuiabá EC                                                              | \| 7. Mai 2015 in Cuiabá (Arena Pantanal) \| \| Ergebnis: 5: 1 (3:0) \| \| Zuschauer: 3.315 \| \| Schiedsrichter: Paulo Henrique Schleich Vollkopf ( Mato Grosso do Sul) \| \| Spielbericht \|                                                                                    | \| 7. Mai 2015 in Cuiabá (Arena Pantanal) \| \| Ergebnis: 5: 1 (3:0) \| \| Zuschauer: 3.315 \| \| Schiedsrichter: Paulo Henrique Schleich Vollkopf ( Mato Grosso do Sul) \| \| Spielbericht \| | Clube do Remo |
| Cuiabá EC                                                              | Willian Alves – Gean, Diego Macedo, Egon, Maninho – Bogé , Felipe Blau, Kaique 81., Raphael Luz – Geovani Santos 71., Nino Guerreiro 89. Reserve André Luis, Grafite 72., Bruno Leandro 89., Murilo Ceará 82., Pink, Bruno Mota, Dominic Vinicius Cheftrainer: Fernando Marchiori | Fabiano – Levy, Max, Igor João, Alex Ruan – Warian Santos 58., Dadá, Ratinho 46., Eduardo Ramos – Bismark Ferreira 32., Rafael Paty Reserve César Luz, George Lucas, Ciro Sena, Jadílson, Felipe Macena 33., Alberto, Fabrício Ramos, Sílvio 46., Valdenir Barretos 58. Cheftrainer: Cacaio           | Clube do Remo |
| Cuiabá EC                                                              | 1:0 Raphael Luz (25., Elfmeter) 2:0 Raphael Luz (34.) 3:0 Dadá (42., Eigentor) 4:0 Raphael Luz (50.) 5:1 Nino Guerreiro (80.) | 4:1 Valdenir Barretos (74.) | Clube do Remo |
| Cuiabá EC                                                              | Kaique (16.), Raphael Luz (50.), Willian Alves (89.) | Warian Santos (12.), Max (25.), Felipe Macena (57.), George Lucas (64.), Ciro Sena (64.) | Clube do Remo |
| Cuiabá EC                                                              | Raphael Luz (89.) | Felipe Macena (90.+1) | Clube do Remo |
| Cuiabá EC                                                              | Max (68.), Igor João (90.+1') | | Clube do Remo |
| Cuiabá EC                                                              | Raphael Luz erhielt die gelb-rote Karte für wiederholtes Foulspiel aufgrund Haltens seines Gegenspielers. | Max erhielt die rote Karte für die Verhinderung einer klaren Torchance durch Foulspiel an Nino Guerreiro. Igor João erhielt die rote Karte nach Beendigung des Spiels wegen Beleidigung und Tätigkeit gegen den Schiedsrichter. Felipe Macena erhielt die gelb-rote Karte für wiederholtes Foulspiel. | Clube do Remo |
| 7. Mai 2015 in Cuiabá (Arena Pantanal)                                 | | |               |
| Ergebnis: 5: 1 (3:0)                                                   | | |               |
| Zuschauer: 3.315                                                       | | |               |
| Schiedsrichter: Paulo Henrique Schleich Vollkopf ( Mato Grosso do Sul) | | |               |
| Spielbericht                                                           | | |               |

## Torschützenliste
| Pl. | Nat.        | Spieler        | Klub        | Tore |
| --- | ----------- | -------------- | ----------- | ---- |
| 1   | Brasilianer | Raphael Luz    | Cuiabá EC   | 8    |
| 2   | Brasilianer | Nino Guerreiro | Cuiabá EC   | 3    |
|     | Brasilianer | Bruno Veiga    | Paysandu SC | 3    |